# Cladosporium sphaerospermum
Cladosporium sphaerospermum — вид грибів родини Davidiellaceae.

## Екологія
Cladosporium sphaerospermum утворює колонії темного забарвлення. Характеризується повільним ростом і, переважно, безстатевим розмноженням. Це космополітичний сапробний гриб, який росте в різних середовищах, включаючи антропогенні. C. sphaerospermum процвітає в районах із високою соленістю, але може також поширюватися в районах помірної та низької солоності. Присутність цього грибка в приміщенні може означати, що в будівлі існує проблема конденсату, наприклад, на стінах ванних кімнат та на кухнях. Також повідомляється, що Cladosporium sphaerospermum заселяє фарбні плівки на стінах та інших поверхнях, а також на старих картинах. Цей гриб також може рости на матеріалі на основі гіпсу з фарбою та шпалерами та без них. Росте також на листях рослин, що гниють, на стеблах трав'янистих і деревних рослин, на фруктах і овочах. Повідомлялося також про наявність грибка на хлібі на основі пшениці.
Гриб може виживати і процвітати в районах високої радіоактивності та може знижувати рівень радіації. Більше того, грибок може адсорбувати промислові викиди газів, а саме ароматичні вуглеводні, кетони та деякі органічні кислоти, роблячи гриб потенційною моделлю для вивчення природних механізмів біофільтрації.
Філогенетичний аналіз РНК свідчить про те, що C. sphaerospermum — це складний вид грибів, що охоплює багато різних штамів. Деякі штами є шкідливими для людини. Він відомий як алерген і в основному викликає проблеми у пацієнтів із захворюваннями дихальних шляхів. Також грибок може спричиняти церебральний та шкірний феогіфомікози, синусити та перитоніт у людини. У 2003 році було зареєстровано випадок, коли у жінки розвинулось внутрішньобронхіальне ураження через C. sphaerospermum.